# Pyrethrine

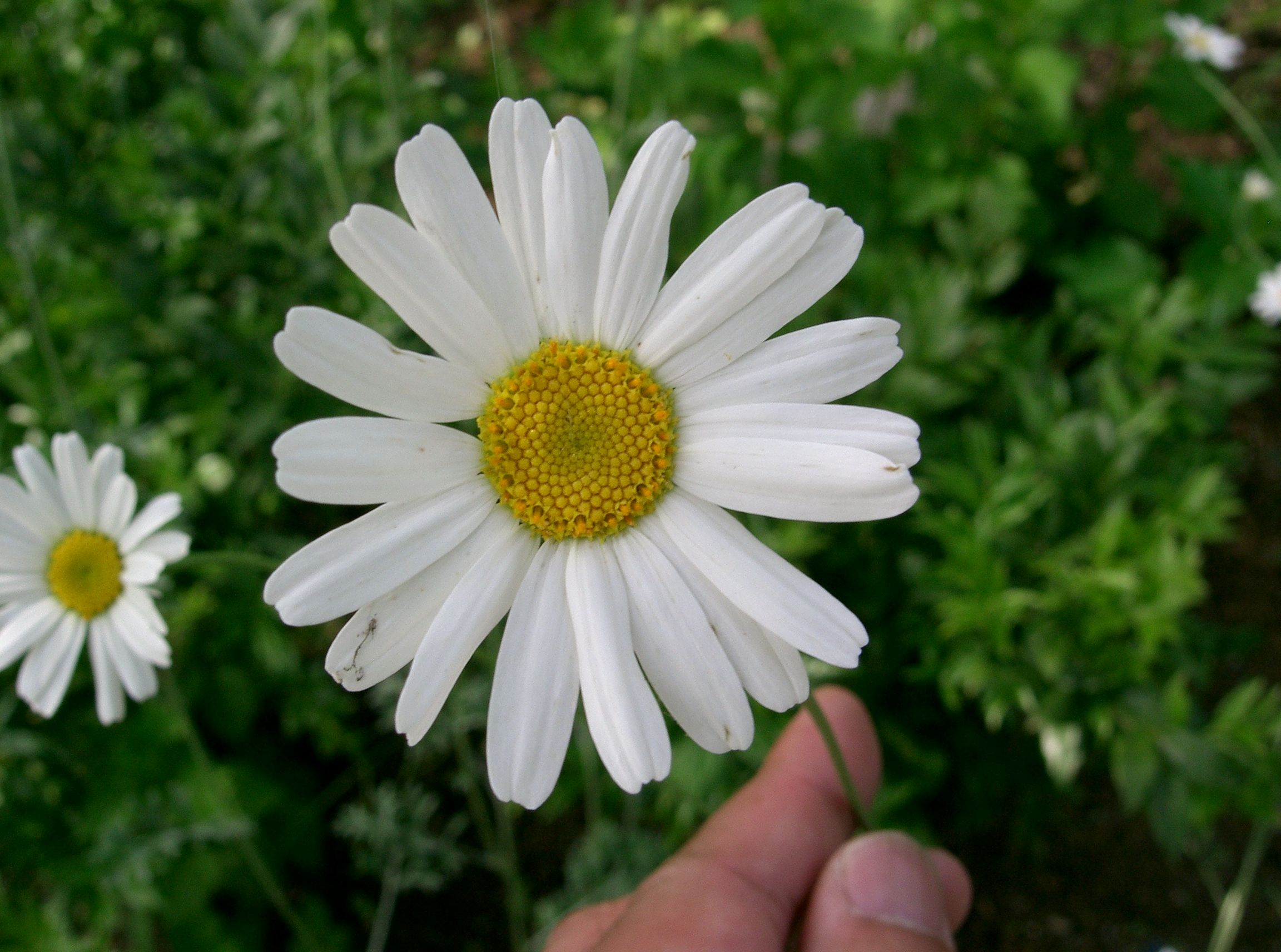
Pyrethrine sind Inhaltsstoffe des Pyrethrums, eines hauptsächlich aus den Blütenkörbchen der Dalmatinischen Wucherblume (Tanacetum cinerariifolium) gewonnenen Extrakts, dessen insektizide Wirkung bereits um 1828 in Europa bekannt wurde

Pyrethrine sind eine Gruppe von Naturstoffen, die für die insektizide Wirkung von Pyrethrum verantwortlich sind. Sie werden von bestimmten Chrysanthemen-Arten gebildet. Pyrethrine werden aus Pyrethrum-Extrakt isoliert und als Insektizide für Pflanzenschutz, Schädlingsbekämpfung und in der Medizin verwendet.

## Geschichte
Die US-Marine entwickelte 1917 ein Verfahren zur Herstellung eines Pyrethrum-Extraktes, bei dem die bis dahin unmittelbar als „Insektenpulver“ verwendeten gemahlenen Chrysanthemenblüten mit Petroleum extrahiert wurden. In Formulierungen auf Basis dieses Extraktes konnten die Wirkstoffe nun durch Versprühen zur Bekämpfung von Fliegen und Stechmücken eingesetzt werden.
Bereits ab 1855 bot der Österreicher Johann Zacherl Pyrethrum-Pulver unter dem Namen Zacherlin an und erhielt 1864 ein Patent auf die Herstellung einer Pyrethrum-Tinktur, die fortan in einer Zerstäuber-Flasche angeboten wurde.
Die grundsätzliche Struktur der Pyrethrine als Ester zweier verschiedener organischer Säuren („Chrysanthemumsäure“ und „Pyrethrinsäure“) mit, wie zunächst angenommen, einem Keton („Pyrethrolon“) wurde zwischen 1910 und 1916 durch Hermann Staudinger und Leopold Ružička aufgeklärt, jedoch erst 1924 veröffentlicht. Im Jahre 1944 wurde erkannt, dass es sich bei den bis dahin als Pyrethrin I und Pyrethrin II bezeichneten Substanzen jeweils um Stoffgemische handelte. Neben dem Pyrethrolon konnte Cinerolon als zweites pyrethrinbildendes Keton identifiziert werden, womit sich die bekannten Pyrethrine um Cinerin I und Cinerin II erweiterten. Mit der Identifizierung von Jasmolon als drittem Keton waren 1966 auch Jasmolin I und Jasmolin II bekannt. Die sechs Pyrethrine wurden das Vorbild für die synthetisch hergestellten Pyrethroide.

## Zusammensetzung
| Pyrethrine         |                                             |                                            |
| Name               | Pyrethrin I                                 | Pyrethrin II                               |
| Strukturformel     |                                             |                                            |
| CAS-Nummer         | 8003-34-7 (Gemisch)                         | 8003-34-7 (Gemisch)                        |
| CAS-Nummer         | 121-21-1                                    | 121-29-9                                   |
| PubChem            | 6433154                                     | 6433155                                    |
| Kurzbeschreibung   | gelbe bis dunkelbraune viskose Flüssigkeit  | gelbe bis dunkelbraune viskose Flüssigkeit |
| Summenformel       | C21H28O3                                    | C22H28O5                                   |
| Molare Masse       | 328,45 g·mol−1                              | 372,45 g·mol−1                             |
| Aggregatzustand    | flüssig oder fest                           | flüssig oder fest                          |
| Siedepunkt         | 100–200 °C (10 Pa)                          | 100–200 °C (10 Pa)                         |
| Löslichkeit        | in Wasser gering                            | in Wasser gering                           |
| GHS- Kennzeichnung | \| \| \|Gefahr                              | \| \| \|Gefahr                             |
| H- und P-Sätze     | 301+331‐312‐410                             | 301+331‐312‐410                            |
| H- und P-Sätze     | keine EUH-Sätze                             |                                            |
| H- und P-Sätze     | 261‐273‐280‐301+310‐302+352+312‐304+340+311 |                                            |
| MAK-Wert           | nicht festgelegt                            | nicht festgelegt                           |
| Gefahrensymbol     | Gefahrensymbol                              |                                            |

Die beiden wichtigsten Pyrethrine sind Pyrethrin I und Pyrethrin II. Es handelt sich dabei um die Ester der (+)-trans-Chrysanthemumsäure und der (+)-trans-Pyrethrinsäure mit dem Hydroxyketon (+)-Pyrethrolon. Daneben enthalten Pyrethrum-Extrakte auch die Cinerine Cinerin I und Cinerin II sowie die Jasmoline Jasmolin I und Jasmolin II.
|              | Mengenanteil | Strukturformel |
| ------------ | ------------ | -------------- |
| Pyrethrin I  | 35 %         |                |
| Pyrethrin II | 33 %         |                |
| Jasmolin I   | 5 %          |                |
| Jasmolin II  | 4 %          |                |
| Cinerin I    | 10 %         |                |
| Cinerin II   | 14 %         |                |

Pyrethrin I ist die Einzelverbindung mit der höchsten insektiziden Wirksamkeit. Pyrethrin II hat eine schwächere Wirkung, dafür tritt sie besonders schnell ein. Pyrethrum-Blüten aus Kenia enthalten im Schnitt 1,3 % Pyrethrine, pro Blüte sind das etwa 2–3 mg, manchmal 4 mg. Die Blüten werden nach der Ernte getrocknet und pulverisiert. Mit Lösungsmittelgemischen wie Methanol/Kerosin, Petrolether/Acetonitril oder Petrolether/Nitromethan werden daraus die Pyrethrine extrahiert. Mit Petrolether/Nitromethan erhält man eine 90-prozentige Mischung der sechs Pyrethrine.
Über die Biosynthese der Pyrethrine ist wenig bekannt. Eine Vorstufe der Chrysanthemumsäure-Bildung ist möglicherweise Mevalonsäure.

## Wirkung
Pyrethrine sind Kontaktinsektizide, zum Beispiel gegen Blattläuse, Weiße Fliege, Spinnmilben, Woll- und Schmierläuse, Zikaden und Käfer-Larven. Sie wirken gegen Eier, Larven und erwachsene Stadien. Pyrethrine sind nicht nützlingsschonend.
Ihre Wirkung auf Insekten tritt innerhalb weniger Minuten ein, man spricht von einem „knock-down“-Effekt. Die für den „knock-down“ notwendige Dosis ist gering, allerdings schaffen es viele der betroffenen Insekten, die Pyrethrine abzubauen und erholen sich wieder. Um diese Entgiftung zu verhindern, werden Pyrethrine mit dem Synergisten Piperonylbutoxid versetzt.

## Natürliche Vorkommen
Im Insektenpulverkraut sind Pyrethrine natürlich enthalten.

## Verwendung

### Pflanzenschutz
Pyrethrine sind der wirksame Bestandteil vieler Insektensprays für den Hausgarten und das Gewächshaus. Sie kommen auch in Form von Kaltverneblungsmitteln, Pulver sowie als Emulsions- oder Suspensionskonzentrate in den Handel. Sprays und Konzentrate enthalten häufig Raps- oder Sesamöl als Trägersubstanz. Als Synergist wird in der Regel Piperonylbutoxid zugesetzt. Pyrethrine sind wegen ihrer raschen Wirkung ein Zusatz in manchen Dichlorvos-haltigen Pflanzenschutzmitteln.
Pyrethrine sind als Wirkstoff in Pflanzenschutzmitteln in vielen Staaten der EU, so auch in Deutschland und Österreich sowie in der Schweiz zugelassen. In Österreich und der Schweiz sind Pyrethrine auch für den Vorratsschutz, etwa zur Bekämpfung des Kornkäfers in Getreidelagern, zugelassen.

### Schädlingsbekämpfung
Pyrethrine werden als insektizide Wirkstoffe gegen eine Reihe von Schadinsekten sowie als Repellentien verwendet.
Gemäß EU-Richtlinie 98/8/EG vom 16. Februar 1998 sollen Biozidprodukte nur noch zugelassen sein, deren Wirkstoffe im Anhang (Anhang I, IA und IB) der genannten Richtlinie (für die definierte Produktart) aufgenommen wurden. Gemäß Übergangsregelung (Art. 16 Abs. 1 der Richtlinie 98/8/EG) war jedoch weiterhin das Inverkehrbringen von Biozidprodukten zugelassen, die nicht die im Anhang der Richtlinie 98/8/EG aufgeführten Wirkstoffe enthalten, sofern diese Wirkstoffe mit Stichdatum 14. Mai 2000 bereits im Verkehr waren (auch „alte Wirkstoffe“ genannt). Gemäß EU-Verordnung 1896/2000 vom 7. September 2000 mussten Hersteller, die die Aufnahme eines „alten Wirkstoffs“ in die Anhänge I, IA und IB beantragen wollten, den betreffenden Wirkstoff bis zum 28. März 2002 zur Notifizierung für die entsprechende Produktart gemeldet haben. Diese Frist wurde mit EU-Verordnung 1687/2002 vom 25. September 2002 bis zum 31. Januar 2003 verlängert.
Der Wirkstoff Pyrethrine wurde folgend für die Produktart 18 (Insektizide) und 19 (Repellentien) gemeldet und in die Liste der notifizierten Wirkstoffe aufgenommen.
Bis zum definitiven Entscheid über Aufnahme oder Nichtaufnahme in Anhang I, IA und IB EU-Richtlinie 98/8/EG (mit Stand 26. März 2013 ist der Entscheid hierzu noch ausstehend) dürfen weiterhin Produkte mit dem Wirkstoff Pyrethrine zur Schädlingsbekämpfung in Verkehr bleiben.

## Toxikologie & Metabolismus
Pyrethrine wirken neurotoxisch auf sensorische wie auch auf motorische Nerven. Die letale Dosis für Pyrethrin I und II liegt für Nagetiere im Bereich von 130 bis über 600 mg/kg Körpergewicht. Falls die Substanzen in mehreren kleinen Dosen über 12 bis 48 Stunden verabreicht werden, beträgt die letale Dosis bis zu 2900 mg/kg Körpergewicht. Ein zweijähriges Kind starb, nachdem es 14 g Pyrethrum-Pulver gegessen hatte. Es gab auch tödliche Vergiftungen durch inhaliertes Pyrethrin-Aerosol.
Wenn Pyrethrine auf die Haut aufgebracht werden, hat das oft ein kurzzeitiges Kältegefühl durch lokale Parästhesie zur Folge. Die Aufnahme der Substanzen über die Hautoberfläche ist gering. Pyrethrine reizen die Augen und die Schleimhäute, sind aber nur in geringem Maß hautreizend. Ungereinigter Pyrethrum-Extrakt ist hautsensibilisierend, dies liegt jedoch nicht an den enthaltenen Pyrethrinen.
Pyrethrine können sowohl an der zentralen Esterbindung hydrolysiert als auch durch Cytochrome P450 oxidiert werden. Die akute Toxizität der Pyrethrine hängt von der Geschwindigkeit der metabolischen Umsetzung ab. Der spezifische Biomarker einer Pyrethrum-Belastung im menschlichen Organismus ist die trans‐Chrysanthemumdicarbonsäure (kurz: CDCA). Eine Metabolismus Studie zu oral verabreichtem Pyrethrum zeigte für den Abbau von Pyrethrin I eine Eliminationshalbwertszeit von ca. 4 Stunden. Nach etwa 36 Stunden konnte eine nahezu vollständige Ausscheidung von Pyrethrin I beobachtet werden.

## Chemische Stabilität
Die Wirksamkeitsdauer von Pyrethrum hängt stark von den Umgebungsbedingung bei der Ausbringung ab. Während unter völligem Ausschluss von Lichteinstrahlung und entsprechend günstigen Atmosphäre Bedingungen eine jahrelange Beständigkeit unterstellt werden kann, zerfallen die Bestandteile des Pyrethrums bei direkter Sonnenbestrahlung binnen Stunden bzw. Tagen. Im alkalischen Milieu kommt es zu Hydrolyse, im Erdreich unterliegen die Verbindungen mikrobiellen Abbauprozessen.
Für Innenräume konnten unterschiedliche Abbauraten beobachtet werden. So sind Rückstände auf Oberflächen bzw. im Hausstaub zwischen 2 und 12 Monaten nach der Schädlingsbekämpfungsmaßnahme noch ermittelt worden.